# Félix Ayat
Albert Louis Félix Ayat (Parigi, 15 settembre 1882 – Boulogne-Billancourt, 4 aprile 1972) è stato uno schermidore francese.
Partecipò ai Giochi della II Olimpiade di Parigi nella gara di spada per maestri, dove fu eliminato in semifinale.
Era il fratello minore dello schermidore Albert Ayat.